# 무령왕비 금목걸이
무령왕비 금목걸이(武寧王妃 金製頸飾)는 충청남도 공주시 무령왕릉에서 발견된 백제 무령왕비의 목걸이로, 길이는 각각 14cm, 16cm이다. 1974년 7월 9일 대한민국의 국보 제158호로 지정되었다.

## 개요
공주시 무령왕릉에서 발견된 백제 무령왕비의 목걸이로, 길이는 각각 14cm, 16cm이다.  9마디로 된 것과 7마디로 된 것 2종류가 있는데, 발굴 당시 7마디 목걸이가 9마디 목걸이 밑에 겹쳐져 있는 상태로 발견되었다.
활 모양으로 약간 휘어진 육각의 금막대를 끝으로 갈수록 가늘게 하여 고리를 만들고 다른 것과 연결시켰다. 고리를 만들고 남은 부분을 짧은 목걸이의 경우 10∼11회, 긴 목걸이는 6∼8회 감아서 풀리지 않게 하였다. 일정한 간격으로 연결된 금막대마다 고리를 만들고 마무리를 한 솜씨가 매우 뛰어나다.
2개의 목걸이 모두 한쪽 끝에 몸에 걸기 위한 작은 고리가 끼워져 있을 뿐 다른 장식은 하지 않은 간단한 구조를 하고있다. 현대적 감각과 함께 매우 세련되어 보이는 작품이다.

## 같이 보기
- 무령왕릉

## 참고 자료
- 무령왕비 금목걸이 - 국가유산청 국가유산포털